# IT Link
Pour les articles homonymes, voir ITL.
 (août 2022).
Si vous disposez d'ouvrages ou d'articles de référence ou si vous connaissez des sites web de qualité traitant du thème abordé ici, merci de compléter l'article en donnant les références utiles à sa vérifiabilité et en les liant à la section « Notes et références ».
IT Link est une Entreprise de Services du Numérique (ESN) française, créée en 1986. Elle emploie plus de 700 personnes. IT Link propose des services en conseil, ingénierie et centres de services dans les domaines des systèmes connectés et de la numérisation industrielle. Elle est cotée à la bourse de Paris.

## Histoire
Fondée en 1986 à Paris sous le nom de « ITA » par Robert Zribi, ingénieur de formation (diplômé de l’ENSERG) alors employé à l'Aérospatiale et Serge Benchimol, l'entreprise a commencé par proposer des solutions dans son cœur de métier historique, à savoir, la conception de systèmes embarqués pour l’automobile et de systèmes critiques pour la Défense.
En 2000, IT Link et la société rennaise IPSIS, fondée en 1986 par Eric Guillard et Noël Moisan, s'unissent, donnant naissance à ce qui deviendra en 2017 le Groupe IT Link.
En 2014, IT Link acquiert l’entreprise NRX, partenaire en France de Google Cloud Platform, spécialisé dans le cloud.
En 2017, le groupe IT Link résulte de la fusion des entités opérationnelles IT Link System et IPSIS, et compte une filiale spécialisée dans les technologies cloud et la digital workplace : NRX[réf. nécessaire].
En 2022, la société RADèS, société de conseil en supervision et gestion opérationnelle dans les domaines Banque-Finance-Assurance, rejoint le Groupe IT Link suivie 2 ans après, en 2024, par la société Ciao Technologies Inc., une entreprise de services du numérique, basée dans la province de Québec au Canada, .

## Principaux actionnaires
Au 23 août 2025:
| Robert Zribi              | 249 028 | 14,34% |
| Michel Zribi              | 126 627 | 7,29%  |
| Renta 4 Gestora SGIIC SA  | 114 950 | 6,62%  |
| Claude Zribi              | 96 345  | 5,55%  |
| Actis Asset Management SA | 55 347  | 3,19%  |
| IT Link SA                | 38 321  | 2,21%  |
| Nicolas Roux              | 22 961  | 1,32%  |
| Éric Guillard             | 17 118  | 0,99%  |
| Sunny Asset Management SA | 12 600  | 0,73%  |
| Zando.com, Inc.           | 5 000   | 0,29%  |
| Total top 10              | 738 297 | 42,49% |

## Résultats financiers
Données consolidées
|                    | 2017  | 2018  | 2019  | 2020  | 2021  | 2022  | 2023  |
| ------------------ | ----- | ----- | ----- | ----- | ----- | ----- | ----- |
| Chiffre d'affaires | 42 M€ | 44 M€ | 52 M€ | 49 M€ | 59 M€ | 64 M€ | 73 M€ |

## Données boursières
Le Groupe IT Link est coté sur le marché Euronext Growth Paris.